# Розпізнавання відбитків пальців

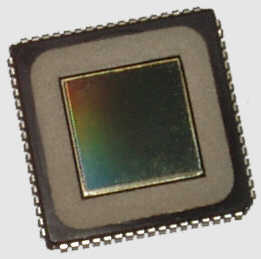
Сенсор

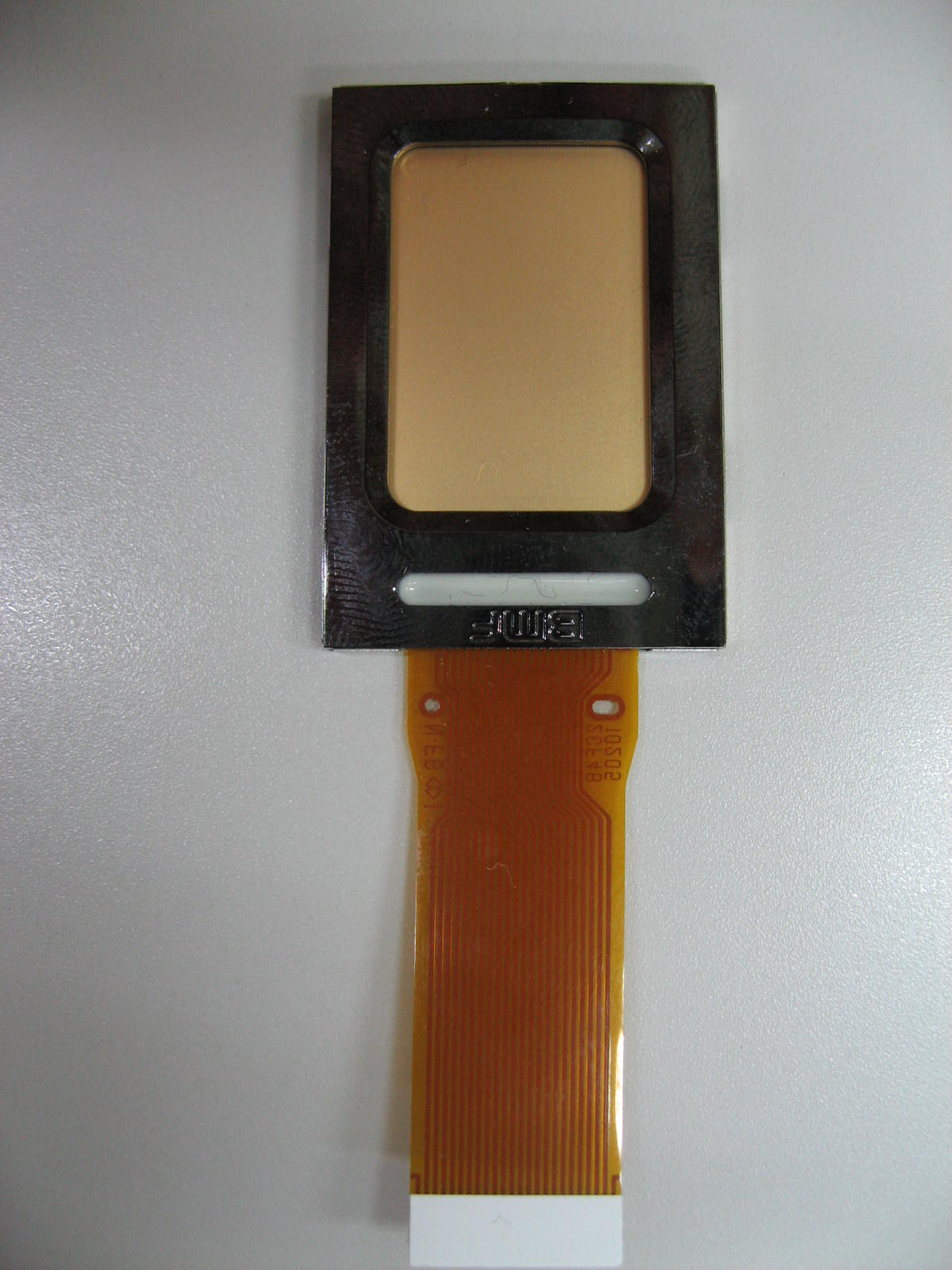
Сенсор

Розпізнавання відбитків пальців застосовується у біометричних системах ідентифікації людини.

## Сканер
В основі багатьох біометричних систем лежить сканер відбитків пальців.
При всьому різноманітті біометричних систем їх можна спрощено розділити на три типи:
- перетворення відбитка на цифровий код за допомогою оптичного сенсора;
- перетворення відбитка за допомогою лінійного теплового датчика;
- Перетворення відбитка за допомогою ємнісного датчика.

Для кінцевого користувача різниця полягає лише в тому, які маніпуляції необхідно робити зі сканером: прикладати палець (оптичний та ємнісний) або проводити ним по сенсору (тепловий).
У обох систем є як переваги, так і недоліки:
- Прозоре вікно оптичного сенсора сканування необхідно містити у чистоті. Багаторазове прикладання пальців до нього забруднює скляне покриття.
- Оптичний сенсор забезпечує сканування чіткої картинки, яка згодом порівнюватиметься.

- Лінійний тепловий сенсор не залишає можливості скористатися імітацією пальця (наприклад, пальцем або фрагментом шкірного покриву, відокремленим від трупа; тривимірною силіконовою імітацією на кінчику носа або на геніталіях; латексною псевдотрьохвимірною імітацією; поки не винайденими зловмисниками, але вже передбаченими виробником)
- Лінійний тепловий сканер, за твердженням його розробника та виробника, очищається з кожним проведенням пальця.
- У ємнісному датчику використовується різниця в електричній ємності між гребенем і канавкою (система більш економічна, але з меншою точністю розпізнавання).

## Розпізнавання
Надійність сканування залежить від сенсора. Подальша обробка даних - ключ до успішного розпізнавання відбитка.
У сканері відбитків пальців з оптичним чутливим елементом, по суті, монохромною матрицею, зображення надходить у вигляді фотографії.
У найпростіших сканерах зображення просто порівнюється з еталоном. Часто подальша обробка базується на роботі з кількома шаблонами. 
Цифровий код, отриманий від сканера, у системі з лінійним тепловим датчиком – це завжди різний шаблон. Скан відбитка пальця завжди різний, якість розпізнавання залежить від кута, під яким палець проводився, від вологості пальця або поверхні сканера. Дані, що постачаються таким сканером, - фактично набір точок. Не важливо, як ліг палець на поверхню сканера, ці точки завжди матимуть однаковий вигин ліній.
Слід зазначити, що з розпізнавання відбитків будь-яким типом сенсорів і алгоритмів неминучі помилки. Помилки зазвичай поділяють на 2 типи - нерозпізнавання правильного відбитка та розпізнавання неправильного відбитка як правильного.

## Застосування

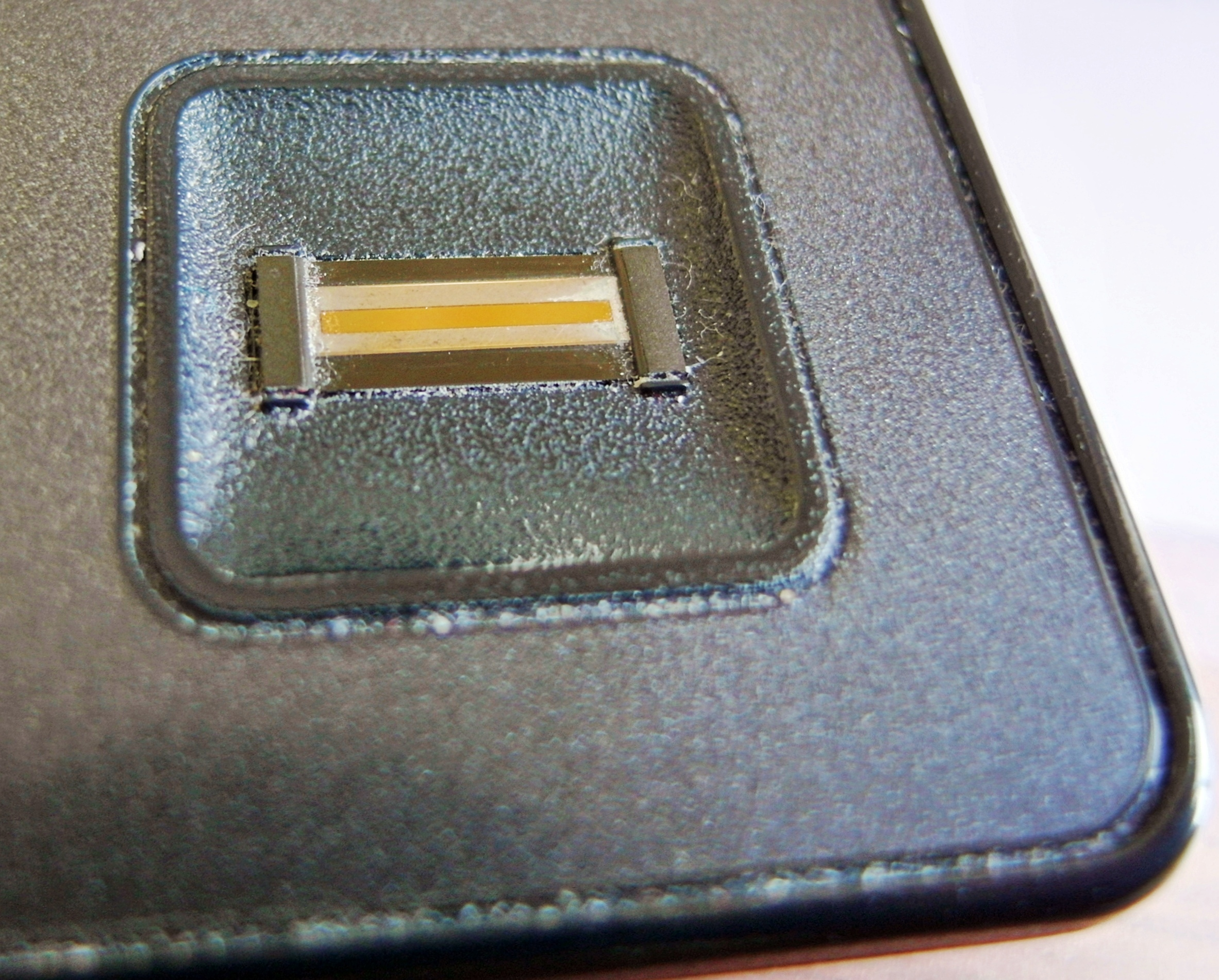
Сканер відбитків пальців у ноутбуці.

Виробники сканерів почали виробляти компактні сканери, що підключаються до USB-порту. Сканери вмонтовані в ноутбуки бізнес-класу, окремі моделі клавіатур, комп'ютерних мишей та смартфонів.
Сканери, спільно з відповідним програмним забезпеченням, широко застосовуються у великих корпораціях на додаток до паролів.
Сканерами відбитків пальців у Британії планується замінити квитки пасажирів, щоб вирішити проблему завантаженості залізничних станцій, заощадити час на купівлю квитків та збільшити пропускну спроможність турнікетів. За допомогою відбитка пальця сума за проїзд автоматично зніматиметься з рахунків пасажирів.
У лондонському музичному барі Proud тестується нова технологія FingoPay. Ця система біометричних платежів винайдена компанією Sthaler Limited. Пристрій сканує на пальці вени, розташування яких унікальне у кожної людини. Ця ідея вже виборола собі шанувальників серед клієнтів закладу. Головний виконавчий директор компанії заявив, що незабаром на такий крок вирішаться кінотеатри, супермаркети та музичні фестивалі.